# 369 Aeria
369 Aeria је астероид главног астероидног појаса. Приближан пречник астероида је 60,00 km,
а средња удаљеност астероида од Сунца износи 2,648 астрономских јединица (АЈ).
Инклинација (нагиб) орбите у односу на раван еклиптике је 12,708 степени, а орбитални период износи 1574,078 дана (4,309 године). Ексцентрицитет орбите астероида износи 0,098.
Апсолутна магнитуда астероида износи 8,52 а геометријски албедо 0,191.
Астероид је откривен 4. јула 1893. године.